# Koninklijk Paleis van Turijn
Het Koninklijk Paleis van Turijn (Italiaans: Palazzo Reale) werd in de 17e eeuw gebouwd in opdracht van Christina van Frankrijk, regentes van Savoye.
Turijn was van de 16e tot de 19e eeuw de hoofdzetel van het Huis Savoye. De familie bewoonde het kasteel vanaf 1645. Het paleis bevat onder andere een grote collectie oosters porselein en wapens.
De Guarini Kapel (Cappella della Sacra Sindone) werd aan het eind van de 17e eeuw gebouwd aan de westzijde en verbindt het paleis met de Dom van Turijn. Hier wordt de Lijkwade van Turijn bewaard, die van 1453 tot 1946 in bezit was van het Huis Savoye.
- Gemeinsame Normdatei: 4444142-3
- International Standard Name Identifier: 0000 0001 2284 7462
- Library of Congress Control Number: n86030246
- Nationale Bibliotheek van Israël: 987007574952205171
- Système universitaire de documentation: 124921604
- Virtual International Authority File: 122551455